# Associazione Calcio Venezia 2000-2001
Questa voce raccoglie le informazioni riguardanti l'Associazione Calcio Venezia nelle competizioni ufficiali della stagione 2000-2001.

## Stagione
Nella stagione 2000-2001 il Venezia disputa il campionato cadetto: il presidente lagunare Maurizio Zamparini vuole tornare subito in Serie A e per riuscirci sceglie il tecnico Cesare Prandelli. La scelta del tecnico e degli interpreti calciatori si rivela azzeccata, poiché i lagunari disputano un campionato costantemente in zona promozione, sfruttando pienamente il fattore campo, al termine del torneo sono l'unica squadra a non aver mai perso in casa, cogliendo l'immediata promozione dopo aver chiuso il campionato al quarto posto con 69 punti e con il miglior attacco del torneo.
Il Venezia, nel dettaglio, termina al terzo posto con 33 punti il girone di andata, facendo ancor meglio nel girone di ritorno con 36 punti incamerati. Torna in Serie A con Torino, Piacenza e Chievo Verona. Due calciatori veneziani sugli scudi in fatto di goal, Arturo Di Napoli nella sua prima stagione in laguna segna 18 reti, 2 in Coppa Italia e 16 in campionato, mentre Filippo Maniero alla terza stagione con il Venezia ne realizza 17, 2 dei quali in Coppa Italia e 15 in campionato. Nella Coppa Italia il Venezia vince il girone 6 del primo turno preliminare, eliminando Pescara, Savoia e Siena, poi nel primo turno ad eliminazione, supera nel doppio confronto il Bologna, fermando la sua corsa negli ottavi, estromesso dal Parma.

## Divise e sponsor
Maglia nero arancione e verde, calzoncini neri. Lo Sponsor ufficiale anche di questa stagione è Emmezeta, mentre lo Sponsor tecnico è Kronos.

## Rosa
| N. |                    | Ruolo | Calciatore          |
| -- | ------------------ | ----- | ------------------- |
| 1  | Italia (bandiera)  | P     | Pierluigi Brivio    |
| 2  | Italia (bandiera)  | D     | Paolo Foglio        |
| 3  | Italia (bandiera)  | D     | Stefano Bettarini   |
| 4  | Brasile (bandiera) | D     | Fábio Bilica        |
| 5  | Italia (bandiera)  | D     | Gianluca Luppi      |
| 6  | Italia (bandiera)  | D     | Mauro Bianchi       |
| 6  | Italia (bandiera)  | C     | Ighli Vannucchi     |
| 7  | Italia (bandiera)  | C     | Mariano Sotgia      |
| 8  | Italia (bandiera)  | C     | Antonio Marasco     |
| 9  | Italia (bandiera)  | A     | Filippo Maniero     |
| 10 | Italia (bandiera)  | A     | Arturo Di Napoli    |
| 11 | Italia (bandiera)  | C     | Fabian Valtolina    |
| 13 | Croazia (bandiera) | C     | Tomislav Rukavina   |
| 14 | Italia (bandiera)  | D     | Nicola Marangon     |
| 14 | Italia (bandiera)  | C     | Stefano Morrone     |
| 15 | Austria (bandiera) | D     | Robert Ibertsberger |
| 16 | Italia (bandiera)  | C     | Marco Cento         |
| 17 | Italia (bandiera)  | C     | Salvatore Miceli    |

| N. |                         | Ruolo | Calciatore          |
| -- | ----------------------- | ----- | ------------------- |
| 18 | Italia (bandiera)       | C     | Tiziano Maggiolini  |
| 18 | Italia (bandiera)       | D     | Giampiero Maini     |
| 19 | Italia (bandiera)       | A     | Cristian Bertani    |
| 19 | Italia (bandiera)       | P     | Generoso Rossi      |
| 20 | Italia (bandiera)       | A     | Fabio Bazzani       |
| 21 | Norvegia (bandiera)     | C     | Runar Berg          |
| 22 | Italia (bandiera)       | P     | Francesco Bison     |
| 23 | Italia (bandiera)       | D     | Marco Fabris        |
| 23 | Italia (bandiera)       | D     | Simone Pavan        |
| 24 | Paraguay (bandiera)     | D     | Paulo da Silva      |
| 25 | Italia (bandiera)       | C     | Ivone De Franceschi |
| 26 | Italia (bandiera)       | C     | Francesco Pedone    |
| 27 | Italia (bandiera)       | C     | Evans Soligo        |
| 29 | Paraguay (bandiera)     | D     | Rubén Maldonado     |
| 31 | Italia (bandiera)       | D     | Salvatore Masiello  |
| 33 | Sierra Leone (bandiera) | D     | Kewullay Conteh     |
| 81 | Italia (bandiera)       | P     | Francesco Benussi   |
| 85 | Italia (bandiera)       | P     | Alessio Bandieri    |

## Risultati

### Campionato

#### Girone di andata
| Arbitro: | Serena (Bassano del Grappa) |

|                        |           |                                 |
| Branca 34’ Damiani 47’ | Marcatori | 39’, 57’ Rukavina 62’ Di Napoli |

| Arbitro: | Saccani (Mantova) |

|                          |           |                     |
| Foglio 24’ Valtolina 84’ | Marcatori | 4’ Sturba 58’ Zanon |

| Arbitro: | Gabriele (Frosinone) |

|  |           |               |
|  | Marcatori | 36’ Di Napoli |

| Arbitro: | Bonfrisco (Monza) |

|                             |           |                  |
| Bettarini 10’ Di Napoli 37’ | Marcatori | 12’, 32’ Savoldi |

| Ancona 1 ottobre 2000 5ª giornata | Ancona            | 0 – 0 | Venezia | Stadio del Conero\| Arbitro: \| Trefoloni (Siena) \| |
| Arbitro:                          | Trefoloni (Siena) |       |         |                                                      |

| Arbitro: | Paparesta (Bari) |

|               |           |             |
| Bettarini 53’ | Marcatori | 36’ Ambrosi |

| Arbitro: | Castellani (Verona) |

|            |           |            |
| Grieco 70’ | Marcatori | 33’ Bilica |

| Arbitro: | Pirrone (Messina) |

|                                       |           |  |
| Maniero 25’ Di Napoli 56’ Bazzani 89’ | Marcatori |  |

| Arbitro: | Bertini (Arezzo) |

|                |           |                                       |
| A. Morello 24’ | Marcatori | 10’ Maniero 69’, 75’ (rig.) Di Napoli |

| Arbitro: | Cassarà (Palermo) |

|               |           |           |
| Di Napoli 55’ | Marcatori | 45’ Tisci |

| Arbitro: | P. Rossi (Ciampino) |

|  |           |            |
|  | Marcatori | 31’ Sotgia |

| Arbitro: | Saccani (Mantova) |

|                             |           |                           |
| Bettarini 22’ Di Napoli 67’ | Marcatori | 20’ Cammarata 25’ Lucenti |

| Arbitro: | Castellani (Verona) |

|                               |           |                    |
| Grabbi 11’, 66’ Schenardi 90’ | Marcatori | 78’ (rig.) Maniero |

| Arbitro: | Farina (Novi Ligure) |

|             |           |  |
| Maniero 88’ | Marcatori |  |

| Arbitro: | Rosetti (Torino) |

|              |           |                                  |
| Bizzarri 34’ | Marcatori | 69’ Bazzani 90’ (rig.) Di Napoli |

| Arbitro: | Castellani (Verona) |

|                           |           |                                |
| Maniero 39’ Di Napoli 50’ | Marcatori | 46’ C. Esposito 74’ Vergassola |

| Arbitro: | De Santis (Tivoli) |

|                        |           |             |
| Barone 8’ Eriberto 76’ | Marcatori | 52’ Maniero |

| Venezia 14 gennaio 2001 18ª giornata | Venezia           | 0 – 0 | Ravenna | Stadio Pierluigi Penzo\| Arbitro: \| Bonfrisco (Monza) \| |
| Arbitro:                             | Bonfrisco (Monza) |       |         |                                                           |

| Arbitro: | P. Rossi (Ciampino) |

|                                   |           |                                    |
| Maccarone 28’ (rig.) Iacopino 66’ | Marcatori | 4’ Valtolina 42’ Pavan 71’ Marasco |

#### Girone di ritorno
| Arbitro: | Collina (Viareggio) |

|                                                     |           |            |
| Marasco 50’ Di Napoli 62’ Maniero 66’ Valtolina 82’ | Marcatori | 88’ Zanini |

| Arbitro: | Castellani (Verona) |

|                       |           |                    |
| Turato 33’ Sturba 49’ | Marcatori | 44’ (rig.) Maniero |

| Arbitro: | Bolognino (Milano) |

|               |           |  |
| Maniero 90+4’ | Marcatori |  |

| Arbitro: | Collina (Viareggio) |

|                  |           |  |
| Giandebiaggi 60’ | Marcatori |  |

| Arbitro: | Bertini (Arezzo) |

|                          |           |              |
| Maniero 25’ Foglio 45+1’ | Marcatori | 84’ S. Russo |

| Arbitro: | Bertini (Arezzo) |

|                         |           |                                |
| Giampà 15’ Deflorio 41’ | Marcatori | 29’ Maini 70’ (rig.) Di Napoli |

| Arbitro: | Trefoloni (Siena) |

|             |           |               |
| Morrone 24’ | Marcatori | 85’ Mutarelli |

| Arbitro: | Messina (Bergamo) |

|  |           |             |
|  | Marcatori | 25’ Maniero |

| Arbitro: | Serena (Bassano del Grappa) |

|                              |           |  |
| Maini 17’, 56’ Bettarini 81’ | Marcatori |  |

| Arbitro: | Bonfrisco (Monza) |

|                            |           |                                       |
| M. Esposito 28’ Mazzeo 50’ | Marcatori | 42’ Bazzani 57’ Maniero 82’ Di Napoli |

| Arbitro: | Serena (Bassano del Grappa) |

|                                  |           |  |
| Di Napoli 59’ (rig.) Maniero 83’ | Marcatori |  |

| Arbitro: | Bertini (Arezzo) |

|                     |           |               |
| Pinna 34’ Conti 64’ | Marcatori | 14’ Vannucchi |

| Arbitro: | De Santis (Tivoli) |

|                           |           |            |
| Maniero 23’ Di Napoli 70’ | Marcatori | 78’ Grabbi |

| Arbitro: | Collina (Viareggio) |

|            |           |  |
| Caccia 10’ | Marcatori |  |

| Arbitro: | Ayroldi (Molfetta) |

|           |           |  |
| Pavan 54’ | Marcatori |  |

| Arbitro: | Bertini (Arezzo) |

|                                           |           |               |
| D'Aversa 2’ Possanzini 18’ Luiso 44’, 58’ | Marcatori | 21’ Bettarini |

| Arbitro: | Rodomonti (Teramo) |

|                          |           |                |
| Di Napoli 7’ Bazzani 79’ | Marcatori | 65’ F. Cossato |

| Arbitro: | Bertini (Arezzo) |

|  |           |                                           |
|  | Marcatori | 9’ Maini 74’ Valtolina 88’ (rig.) Maniero |

| Arbitro: | Bolognino (Milano) |

|                               |           |                   |
| Brivio 20’ (rig.) Bazzani 25’ | Marcatori | 12’, 32’ Iacopino |

### Coppa Italia

#### Girone 6 turno preliminare
| Arbitro: | Gabriele (Frosinone) |

|                   |           |             |
| Artico 49’ (rig.) | Marcatori | 76’ Maniero |

| Arbitro: | Zaltron (Bassano del Grappa) |

|                           |           |           |
| Di Napoli 26’ Maniero 57’ | Marcatori | 6’ Frezza |

| Arbitro: | Saccani (Mantova) |

|             |           |  |
| Bazzani 30’ | Marcatori |  |

#### Primo turno
| Arbitro: | Pellegrino (Barcellona Pozzo di Gotto) |

|                                 |           |                                 |
| Di Napoli 11’ (rig.) Sotgia 27’ | Marcatori | 6’ (rig.) Signori 72’ Locatelli |

| Arbitro: | Cesari (Genova) |

|  |           |            |
|  | Marcatori | 68’ Conteh |

#### Ottavi di finale
| Arbitro: | Bertini (Arezzo) |

|               |           |             |
| Valtolina 43’ | Marcatori | 58’ Di Vaio |

| Arbitro: | Paparesta (Bari) |

|                                                                        |           |                   |
| Micoud 18’ M. Amoroso 41’, 51’ (rig.) Milosevic 48’ (rig.) Di Vaio 89’ | Marcatori | 55’ De Franceschi |